# Erich Frauwallner
Erich Frauwallner (1898-1974) est un professeur autrichien en indologie, connu pour ses études sur le bouddhisme et la philosophie indienne. Il enseignait à Vienne. Sa vie et son œuvre sont entachées par son engagement pour le nazisme,.

## Œuvres
- Erich Frauwallner, Geschichte der indischen Philosophie - I, Shaker 2003  (ISBN 3832210768)
- Erich Frauwallner, Geschichte der indischen Philosophie - II, Shaker 2003  (ISBN 383222226X)
- Erich Frauwallner, The Earliest Vinaya and the Beginnings of Buddhist Literature, 1956
- Erich Frauwallner, Die Philosophie des Buddhismus, Akademie Verlag, 2010